# Ghost in the Shell: Stand Alone Complex OST 2
Ghost in the Shell: Stand Alone Complex OST 2 è la seconda colonna sonora della serie animata Ghost in the Shell: Stand Alone Complex, composta da Yōko Kanno. Include le tracce composte per la prima stagione della serie e per la seconda, Ghost in the Shell: Stand Alone Complex - 2nd GIG, ed è stata prodotta da Kanno, Victor Entertainment e Bandai.

## Lista delle tracce
1. Cyberbird
  - voce: Gabriela Robin
2. Rise
  - voce: Origa
3. Ride on Technology
4. Idiling
5. I Can't Be Cool
  - voce: Ilaria Graziano
6. 3Tops
7. Gonna Rice
8. GET9
  - voce: Jillmax
9. Go da Da
10. Psychedelic Soul
  - voce: Scott Matthew
11. What's It For?
  - voce: Emily Curtis
12. Living Inside the Shell
  - voce: Steve Conte e Shanti Snyder
13. Pet Food
14. Security Off
15. To Tell the Truth
16. I Do
  - voce: Ilaria Graziano
17. We Can't Be Cool